# Конфігураційна інверсія
Конфігураційна інверсія (англ. configuration inversion) — просторове перегрупування лігандів навколо центрального атома без розриву хімічних зв'язків.
Стосується такого ж перегрупування лігандів і в ахіральних системах. Спостерігається для трикоординаційних сполук з незв'язаною парою електронів, як у азотних, фосфорних сполуках, сульфоксидах, у похідних п'ятикоординаційного фосфору, в карбаніонах, йонах карбенію, в трикоординаційних органічних радикалах.
Включає пірамідальну інверсію, інверсію циклів.